# Koolmot
De koolmot of het koolmotje (Plutella xylostella) is een trekvlinder afkomstig uit Zuid-Europa, die behoort tot de familie Plutellidae. Deze vlinder heeft een spanwijdte van 15 mm en zet de eieren afzonderlijk of enkele bij elkaar op de onderkant van het blad af. De minerende larven verschijnen in Nederland in juni en augustus.
De koolmot is polyfaag, waardplanten komen uit de kruisbloemenfamilie en de familie Tropaeolaceae. Zij omvatten in Nederland en België kool, veldkers, kruidkers, zeeraket, muurbloem en herik. In gebieden zonder koude winters zijn het plaaginsecten. De beweeglijke, groene, jonge rupsen vreten venstertjes in de bladeren, waarbij de opperhuid aan één zijde van het blad intact blijft. Het eerst zijn ze te vinden in de hartbladeren van de kool. Oudere rupsen vreten het hele bladmoes op. De rups bereikt een lengte van tot 2 cm. De verpopping vindt plaats in een losse open cocon met netstructuur op het blad.
De vlinder kan ver trekken, meer dan 3000 km en op hoogtes boven de 100 meter vliegen. De vlinder kent een vrijwel wereldwijde verspreiding.

## Aanpassingsvermogen
De koolmot is het eerste insect dat resistentie ontwikkelde tegen Bt-toxine in het veld. De enige andere is de ni-uil (Trichoplusia ni) in landbouwsystemen, met name kassen.
Ook bleek dat de koolmot zich in acht generaties kon aanpassen aan een koolhydraatrijk dieet, door minder van deze koolhydraten in vet om te zetten.

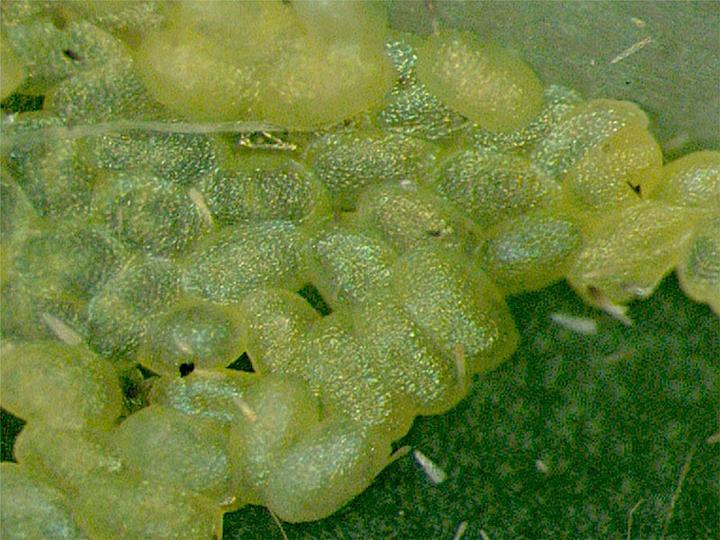
Eitjes
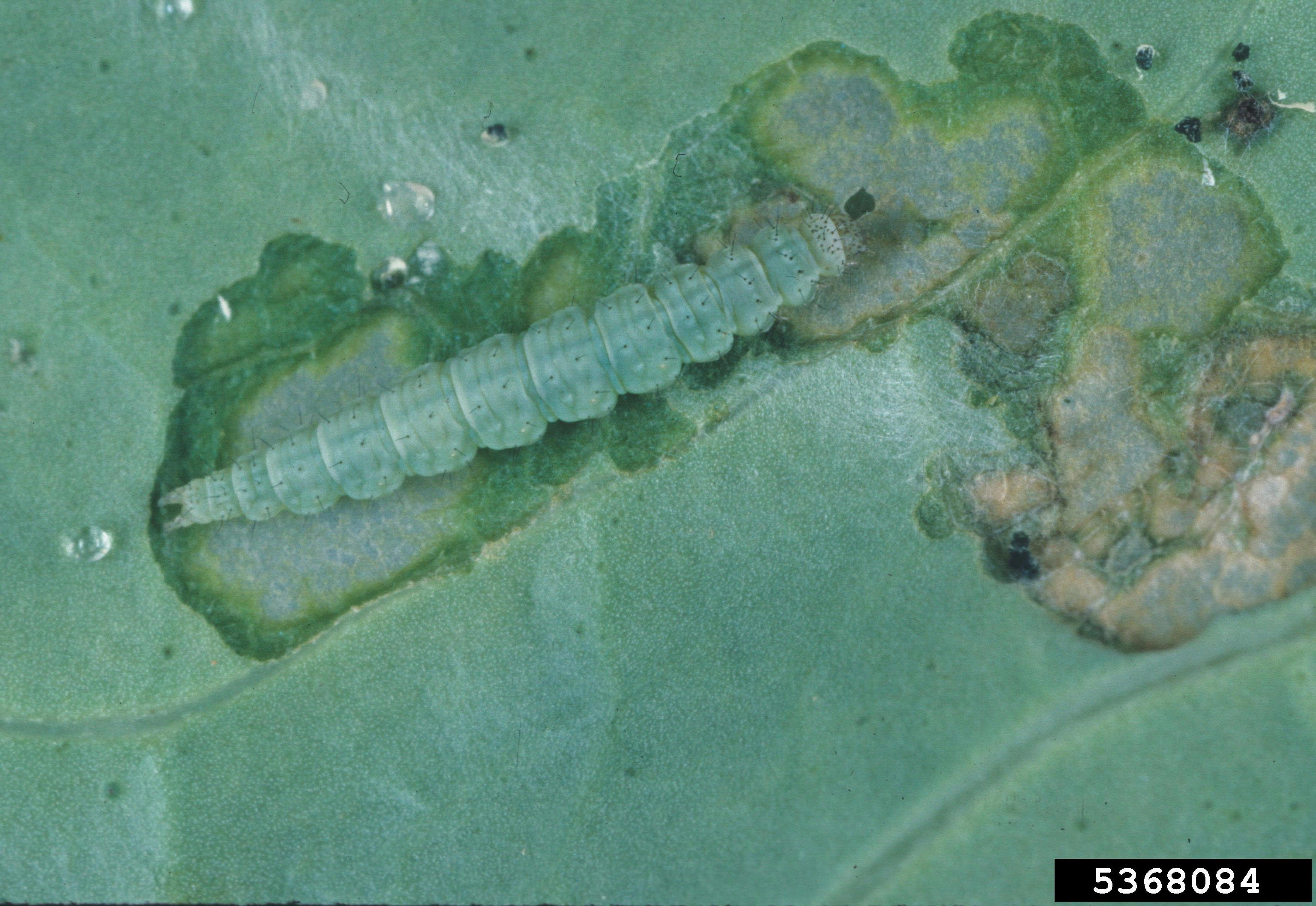
Rups
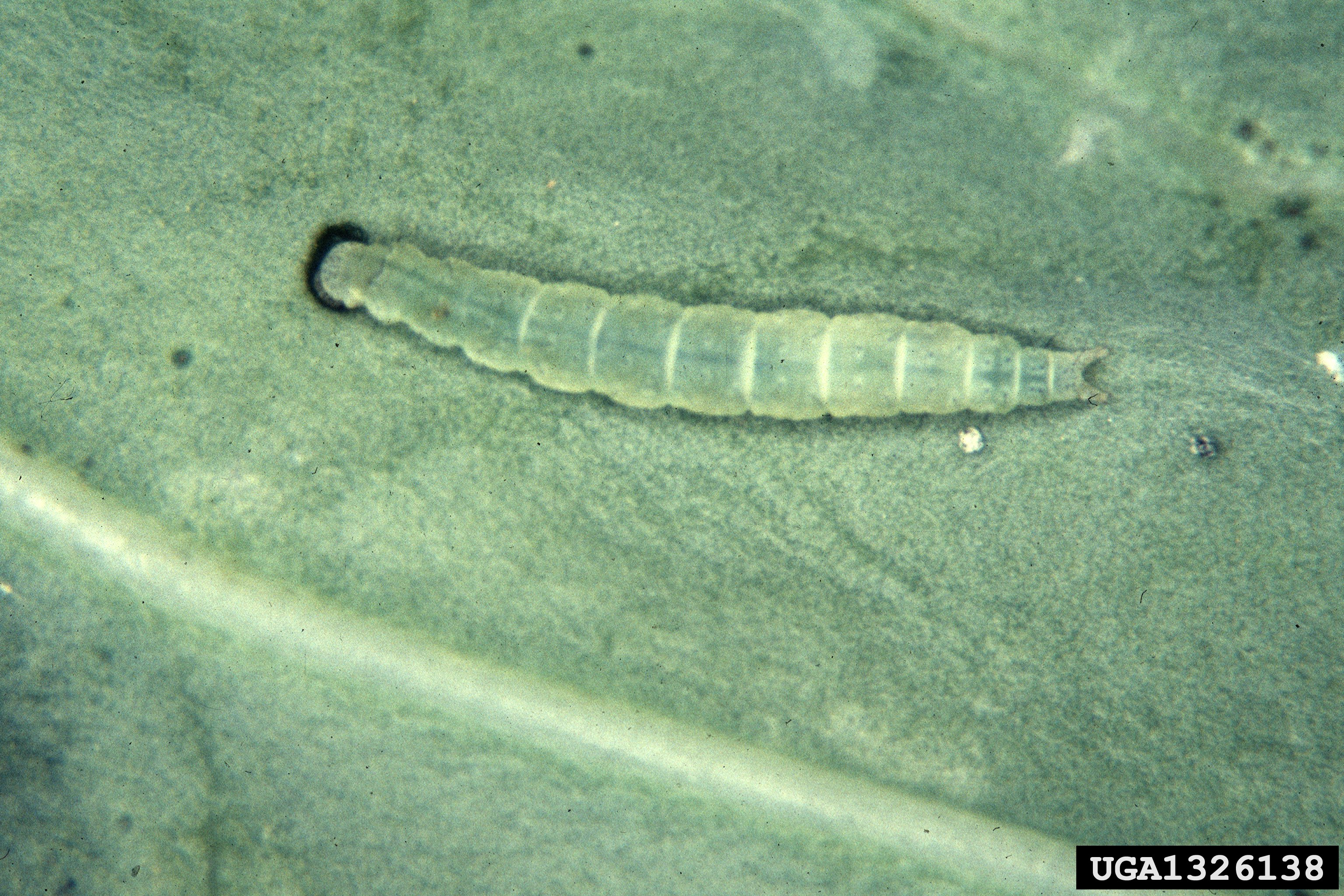
Rups
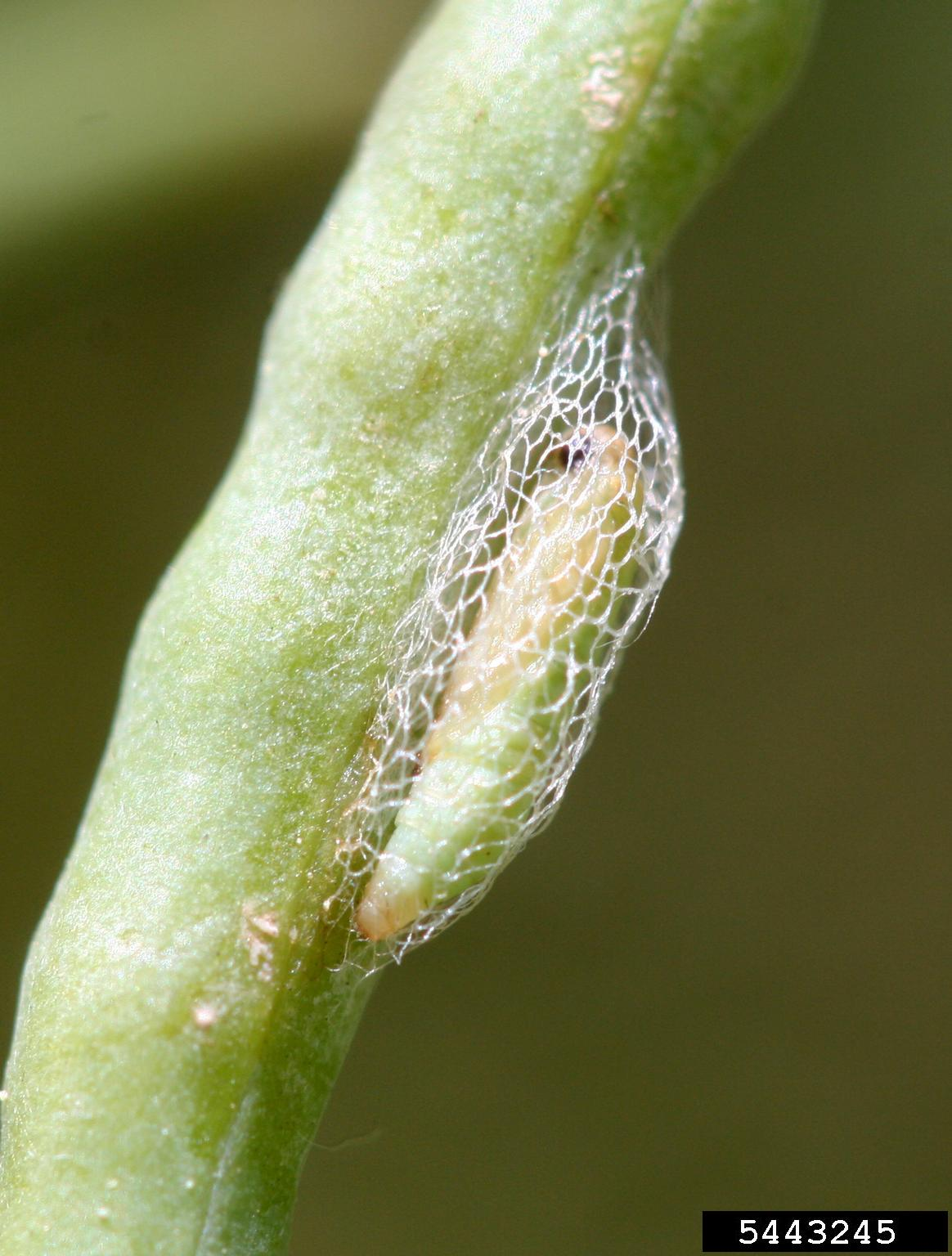
Pop in cocon
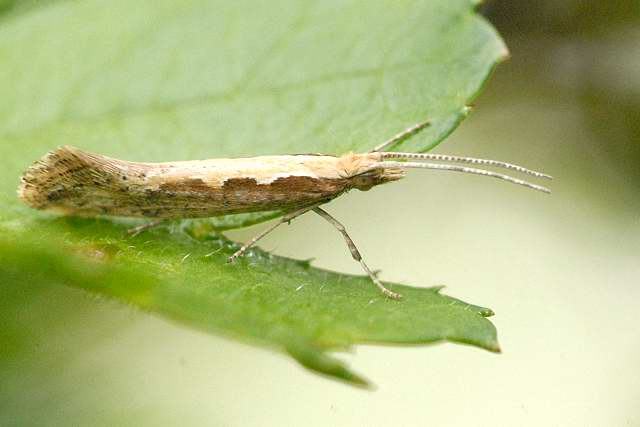
Imago
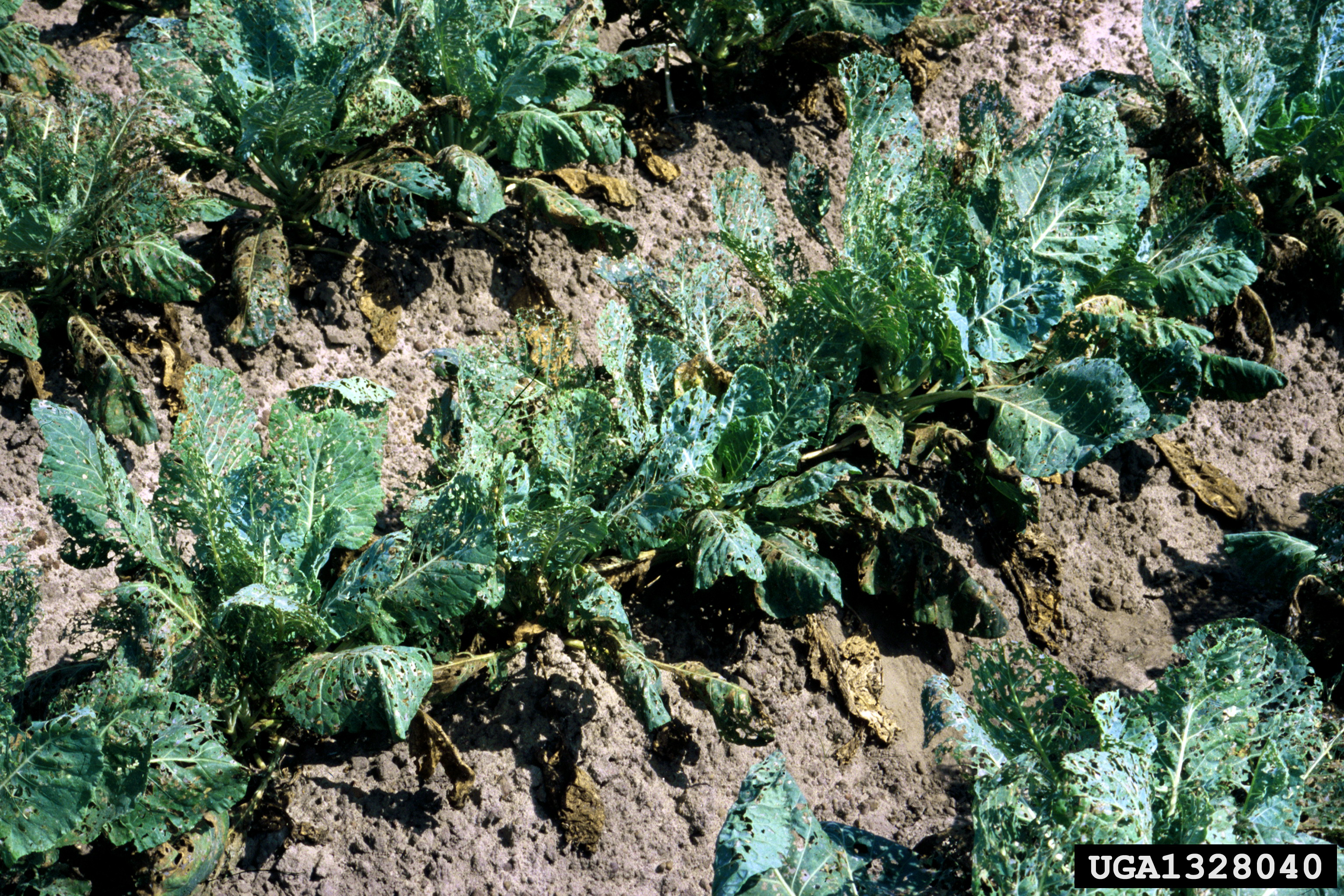
Vraatschade
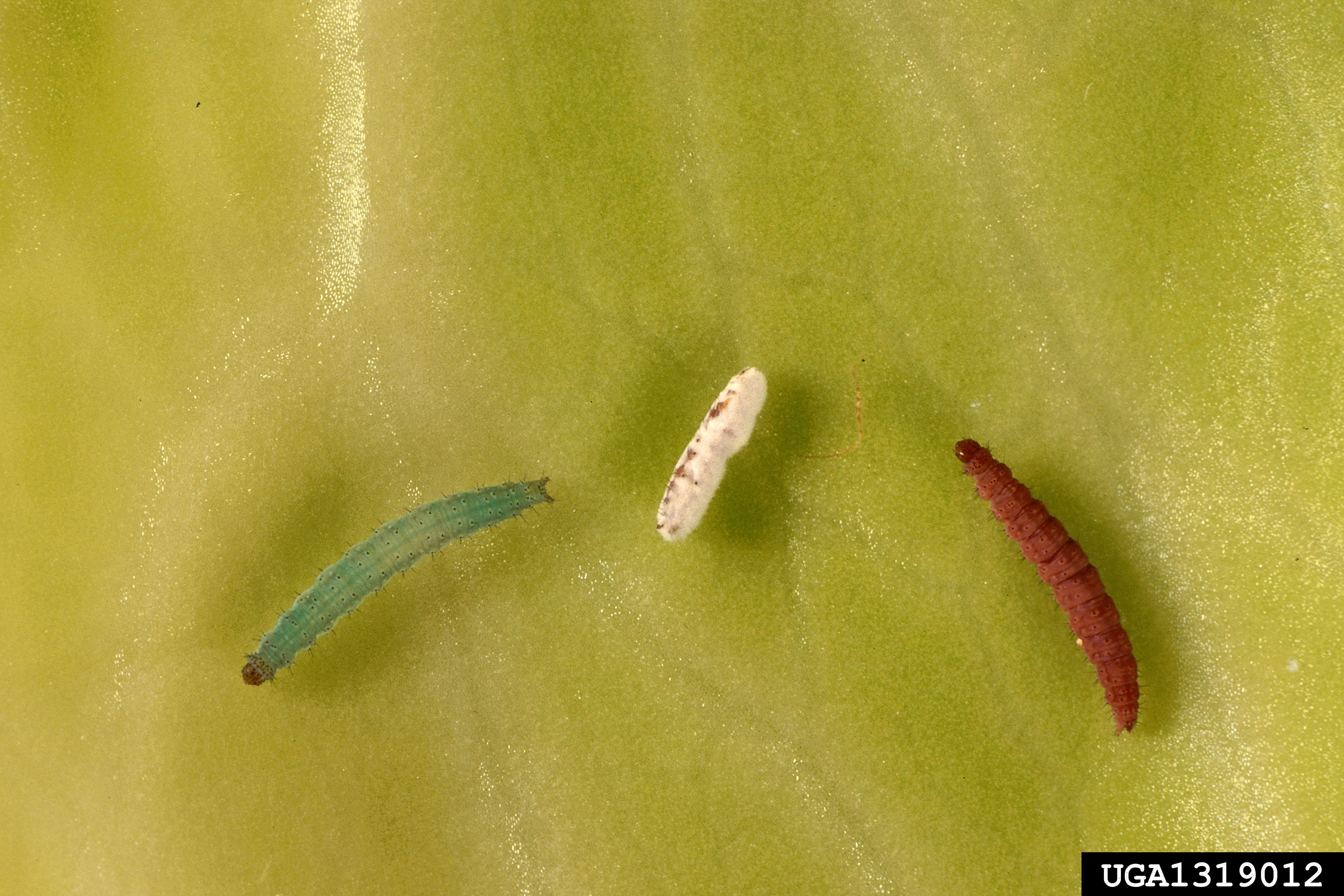
Links gezonde rups, midden schimmelsporen vanuit de rups, rechts kortgeleden gedood door Beauveria bassiana-sporen
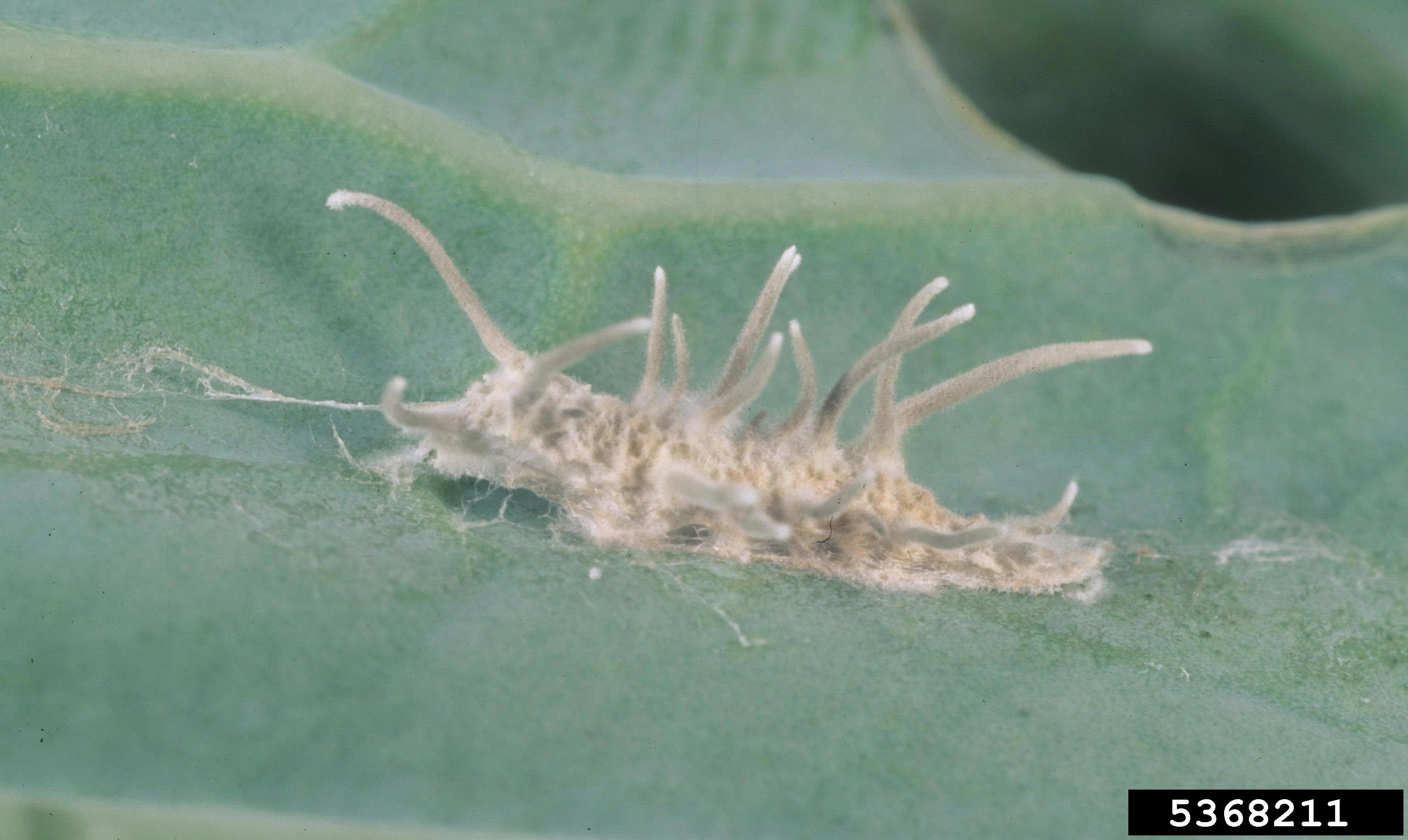
Rups geïnfecteerd door Beauveria bassiana
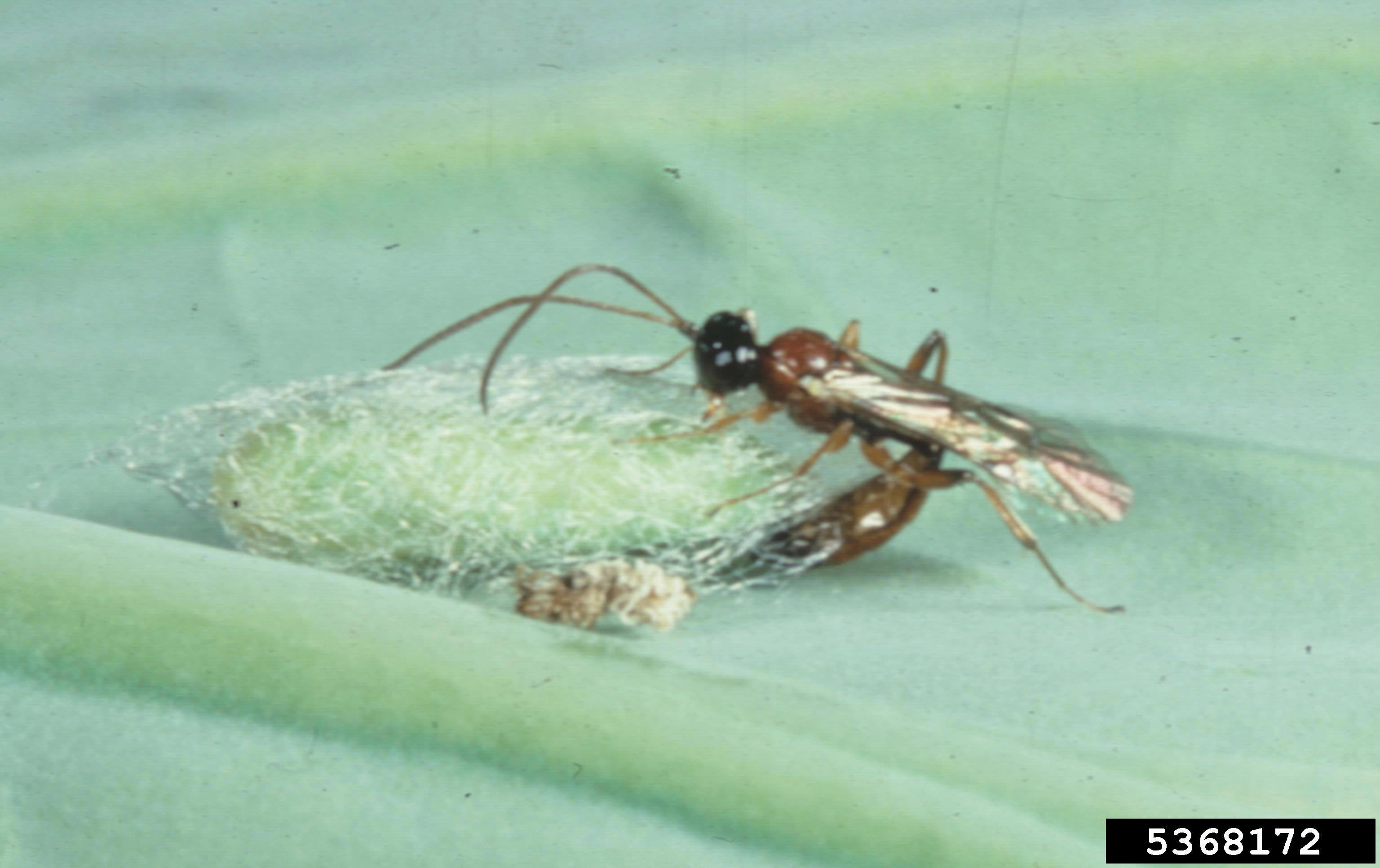
Pop met sluipwesp Diadromus collaris